# Podmaniczky József
Báró podmanini és aszódi Podmaniczky József (1756. július 29. – Pest, 1823. május 11.) protestáns főnemes, császári és királyi valóságos belső titkos tanácsos és kamarás, főispán.

## Életrajza
Podmaniczky II. János báró (meghalt: 1788) és Kisfaludy Zsuzsa fia volt.
Külsejét tekintve igénytelen, szikár, kissé púpos voltánál fogva keveset mutatott ugyan,[forrás?] de rendkívül szellemdús és nagyműveltségű férfiú, aki a tudományt és művészetet egyaránt pártolta.

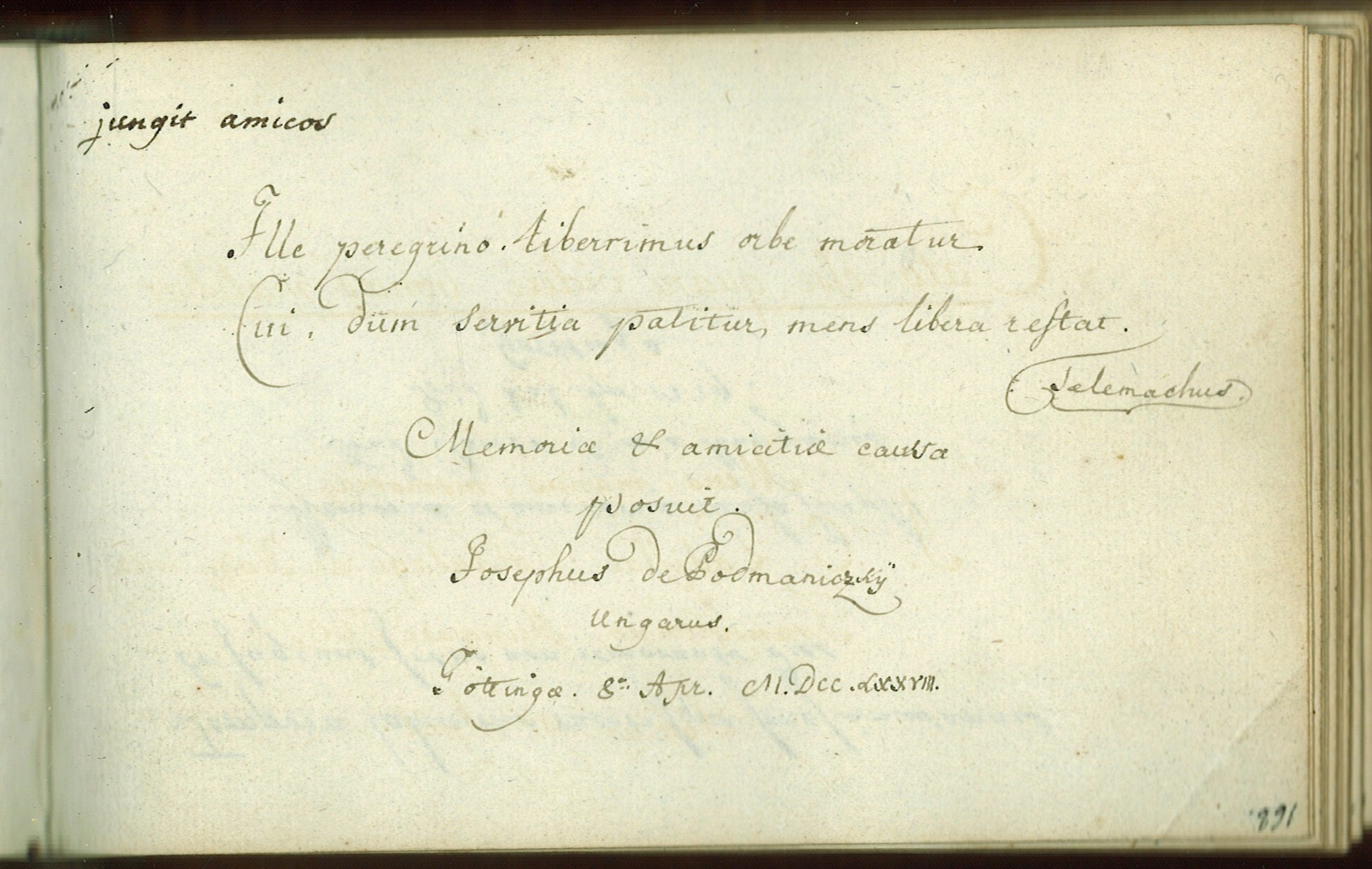
Podmaniczky bejegyzése Sandeberg emlékkönyvében Göttingenben, 1778 ápr.5-én

1776–79 között a göttingeni egyetemen jogot tanult, de hallgatott történelmet, politikát és statisztikát, valamint látogatta Georg Christoph Lichtenberg előadásait is. Tanulmányai befejezése után nagy tanulmányutat tett Angliában, Franciaországban és Olaszországban. (A reneszánsz óta egy ilyen "világutazás" szinte kötelessége volt az európai nemes fiataloknak.) Londonban 1780. június 8-án tagja lett a Royal Societynak.
1780-ban beállt a Monarchia közigazgatási szolgálatába, melynek során 1783-tól a fiumei kormányzóság tanácsosa, majd 1786-és 1807 között a budai helytartótanács tanácsosa volt. Később szembekerült a császárral.[forrás?] 1790–1791-ben vezető szerepe volt a nemesi-nemzeti mozgalomban, amelynek felvilágosult reformista szárnyát képviselte.
1791-ben az országgyűlés által kiküldött kereskedelmi bizottság tagjaként megírta az osztrák vámrendszer kritikai elemzését, melyben rámutatott Magyarország alárendelt helyzetére és a belső vámvonal eltörlését javasolta (Principia Vettigalis Tricesimalis…pro Deputatione commerciali elaborata, Pozsony, 1826).
Tagja volt a tanulmányi bizottságnak is, melyben egyedül képviselte a haladóbb szemléletű nemzeti irányt. 1802-től Bács-Bodrog vármegye főispánja. 1815-ben  Ausztriát képviselte a  párizsi második béke tárgyalásain, és ott három éven keresztül az ő feladata volt annak biztosítása, hogy Ausztria megkapja Franciaországtól az egyezmény szerinti jóvátételt.
Az ő palotájában szerepelt először[forrás?] 7 éves korában Liszt Ferenc, kinek nagy pártfogója volt. Kísérletezett a magyar nemzeti színház felállításával is. Ő volt az első magyar színházi intendáns (1791-1794), amikor a magyar főurak a várszínházból, akkori udvari színházból magyar nemzeti játékszint akartak alkotni.
Naplót hagyott hátra.[forrás?]